# 4 Heures du Bend 2020
Navigation
Édition suivante
Les 4 Heures du Bend 2020, disputées le 12 janvier 2020 sur le Circuit du Bend Motorsport Park, sont la première édition de cette course et la troisième manche de l'Asian Le Mans Series 2019-2020.

## Course

### Classement de la course
Voici le classement provisoire au terme de la course.
- Les vainqueurs de chaque catégorie sont signalés par un fond jauni.

| Pos  | Classe  | no | Écurie                    | Pilotes                                                        | Châssis                        | Tours | Temps       |
| Pos  | Classe  | no | Écurie                    | Pilotes                                                        | Moteur                         | Tours | Temps       |
| ---- | ------- | -- | ------------------------- | -------------------------------------------------------------- | ------------------------------ | ----- | ----------- |
| 1    | LMP2    | 26 | G-Drive Racing By Algarve | Roman Rusinov James French Léonard Hoogenboom                  | Aurus 01                       | 78    | 4:05:23.417 |
| 1    | LMP2    | 26 | G-Drive Racing By Algarve | Roman Rusinov James French Léonard Hoogenboom                  | Gibson GK428 4,2 l V8 Atmo     | 78    | 4:05:23.417 |
| 2    | LMP2    | 36 | Eurasia Motorsport        | Aidan Read Nicholas Foster Roberto Merhi                       | Ligier JS P217                 | 78    | 44.88 6     |
| 2    | LMP2    | 36 | Eurasia Motorsport        | Aidan Read Nicholas Foster Roberto Merhi                       | Gibson GK428 4,2 l V8 Atmo     | 78    | 44.88 6     |
| 3    | LMP2    | 45 | Thunderhead Carlin Racing | Jack Manchester Harry Tincknell Ben Barnicoat                  | Dallara P217                   | 78    | 1:25.8 88   |
| 3    | LMP2    | 45 | Thunderhead Carlin Racing | Jack Manchester Harry Tincknell Ben Barnicoat                  | Gibson GK428 4,2 l V8 Atmo     | 78    | 1:25.8 88   |
| 4    | LMP2    | 33 | Inter Europol Endurance   | John Corbett Nathan Kumar Mitchell Neilson                     | Ligier JS P217                 | 75    | + 3 tours   |
| 4    | LMP2    | 33 | Inter Europol Endurance   | John Corbett Nathan Kumar Mitchell Neilson                     | Gibson GK428 4,2 l V8 Atmo     | 75    | + 3 tours   |
| 5    | LMP2 Am | 52 | Rick Ware Racing          | Cody Ware (en) Gustas Grinbergas                               | Ligier JS P2                   | 75    | + 3 tours   |
| 5    | LMP2 Am | 52 | Rick Ware Racing          | Cody Ware (en) Gustas Grinbergas                               | Nissan VK45DE 4.5 L V8 Atmo    | 75    | + 3 tours   |
| 6    | LMP2 Am | 25 | Rick Ware Racing          | Guy Cosmo Anthony Lazzaro                                      | Ligier JS P2                   | 75    | + 3 tours   |
| 6    | LMP2 Am | 25 | Rick Ware Racing          | Guy Cosmo Anthony Lazzaro                                      | Nissan VK45DE 4.5 L V8 Atmo    | 75    | + 3 tours   |
| 7    | LMP2 Am | 4  | ARC Bratislava            | Miroslav Konôpka Andreas Laskaratos Garnet Patterson           | Ligier JS P2                   | 74    | + 4 tours   |
| 7    | LMP2 Am | 4  | ARC Bratislava            | Miroslav Konôpka Andreas Laskaratos Garnet Patterson           | Nissan VK45DE 4.5 L V8 Atmo    | 74    | + 4 tours   |
| 8    | LMP3    | 2  | Nielsen Racing            | Tony Wells Colin Noble                                         | Norma M30                      | 73    | + 5 tours   |
| 8    | LMP3    | 2  | Nielsen Racing            | Tony Wells Colin Noble                                         | Nissan VK50VE 5.0 L V8 Atmo    | 73    | + 5 tours   |
| 9    | LMP3    | 13 | Inter Europol Competition | Nigel Moore Martin Hippe                                       | Ligier JS P3                   | 73    | + 5 tours   |
| 9    | LMP3    | 13 | Inter Europol Competition | Nigel Moore Martin Hippe                                       | Nissan VK50VE 5.0 L V8 Atmo    | 73    | + 5 tours   |
| 10   | LMP3    | 12 | ACE1 Villorba Corse       | David Fumanelli (en) Alessandro Bressan Gabriele Lancieri (en) | Ligier JS P3                   | 73    | + 5 tours   |
| 10   | LMP3    | 12 | ACE1 Villorba Corse       | David Fumanelli (en) Alessandro Bressan Gabriele Lancieri (en) | Nissan VK50VE 5.0 L V8 Atmo    | 73    | + 5 tours   |
| 11   | GT      | 7  | Car Guy                   | Takeshi Kimura Kei Cozzolino Côme Ledogar                      | Ferrari 488 GT3                | 71    | + 7 tours   |
| 11   | GT      | 7  | Car Guy                   | Takeshi Kimura Kei Cozzolino Côme Ledogar                      | Ferrari F154CB 3.9 L V8 Turbo  | 71    | + 7 tours   |
| 12   | GT      | 27 | HubAuto Corsa             | Davide Rigon Marcos Gomes Liam Talbot                          | Ferrari 488 GT3                | 71    | + 7 tours   |
| 12   | GT      | 27 | HubAuto Corsa             | Davide Rigon Marcos Gomes Liam Talbot                          | Ferrari F154CB 3.9 L V8 Turbo  | 71    | + 7 tours   |
| 13   | GT      | 51 | Spirit of Race            | Francesco Piovanetti Oswaldo Negri Jr. Alessandro Pier Guidi   | Ferrari 488 GT3                | 71    | + 7 tours   |
| 13   | GT      | 51 | Spirit of Race            | Francesco Piovanetti Oswaldo Negri Jr. Alessandro Pier Guidi   | Ferrari F154CB 3.9 L V8 Turbo  | 71    | + 7 tours   |
| 14   | GT      | 75 | T2 Motorsports            | David Tjiptobiantoro Rio Haryanto Christian Colombo            | Ferrari 488 GT3                | 71    | + 7 tours   |
| 14   | GT      | 75 | T2 Motorsports            | David Tjiptobiantoro Rio Haryanto Christian Colombo            | Ferrari F154CB 3.9 L V8 Turbo  | 71    | + 7 tours   |
| 15   | GT      | 17 | Astro Veloce Motorsports  | Peiwen Qi Max Wiser Jens Klingmann                             | BMW M6 GT3                     | 71    | + 7 tours   |
| 15   | GT      | 17 | Astro Veloce Motorsports  | Peiwen Qi Max Wiser Jens Klingmann                             | BMW P63 4,4 l V8 Bi-Turbo      | 71    | + 7 tours   |
| 16   | LMP3    | 14 | Inter Europol Competition | Peter Paddon Garth Walden (en) Austin McCusker                 | Ligier JS P3                   | 68    | + 10 tours  |
| 16   | LMP3    | 14 | Inter Europol Competition | Peter Paddon Garth Walden (en) Austin McCusker                 | Nissan VK50VE 5.0 L V8 Atmo    | 68    | + 10 tours  |
| 17   | GT      | 77 | D'Station Racing          | Satoshi Hoshino Tomonobu Fujii Ross Gunn                       | Aston Martin Vantage AMR GT3   | 65    | + 13 tours  |
| 17   | GT      | 77 | D'Station Racing          | Satoshi Hoshino Tomonobu Fujii Ross Gunn                       | Aston Martin 4,0 l V8 Bi-Turbo | 65    | + 13 tours  |
| 18   | GT      | 88 | JLOC                      | André Couto Yuya Motojima Yusaku Shibata                       | Lamborghini Huracan GT3 Evo    | 54    | + 24 tours  |
| 18   | GT      | 88 | JLOC                      | André Couto Yuya Motojima Yusaku Shibata                       | Lamborghini 5,2 l V10 Atmo     | 54    | + 24 tours  |
| Abd. | LMP2    | 1  | Eurasia Motorsport        | Shane van Gisbergen Daniel Gaunt (en) Nick Cassidy             | Ligier JS P217                 | 73    |             |
| Abd. | LMP2    | 1  | Eurasia Motorsport        | Shane van Gisbergen Daniel Gaunt (en) Nick Cassidy             | Gibson GK428 4,2 l V8 Atmo     | 73    |             |
| Abd. | LMP3    | 9  | Graff                     | Éric Trouillet Ricky Capo David Droux                          | Norma M30                      | 63    |             |
| Abd. | LMP3    | 9  | Graff                     | Éric Trouillet Ricky Capo David Droux                          | Nissan VK50VE 5.0 L V8 Atmo    | 63    |             |
| Abd. | GT      | 17 | Astro Veloce Motorsports  | Zhang Yaqi Zhiwei Lu Chen Weian                                | BMW M6 GT3                     | 59    |             |
| Abd. | GT      | 17 | Astro Veloce Motorsports  | Zhang Yaqi Zhiwei Lu Chen Weian                                | BMW P63 4,4 l V8 Bi-Turbo      | 59    |             |
| Abd. | LMP3    | 65 | Viper Niza Racing (en)    | Douglas Khoo (en) Dominic Ang                                  | Ligier JS P3                   | 57    |             |
| Abd. | LMP3    | 65 | Viper Niza Racing (en)    | Douglas Khoo (en) Dominic Ang                                  | Nissan VK50VE 5.0 L V8 Atmo    | 57    |             |
| Abd. | LMP2 Am | 59 | RLR Msport                | John Farano Andy Higgins Arjun Maini                           | Oreca 05                       | 26    |             |
| Abd. | LMP2 Am | 59 | RLR Msport                | John Farano Andy Higgins Arjun Maini                           | Nissan VK45DE 4.5 L V8 Atmo    | 26    |             |
| Abd. | LMP3    | 3  | Nielsen Racing            | Garett Grist Rob Hodes Charles Crews                           | Norma M30                      | 23    |             |
| Abd. | LMP3    | 3  | Nielsen Racing            | Garett Grist Rob Hodes Charles Crews                           | Nissan VK50VE 5.0 L V8 Atmo    | 23    |             |
| Abd. | LMP2    | 34 | Inter Europol Endurance   | Jakub Śmiechowski James Winslow Mathias Beche                  | Ligier JS P217                 | 19    |             |
| Abd. | LMP2    | 34 | Inter Europol Endurance   | Jakub Śmiechowski James Winslow Mathias Beche                  | Gibson GK428 4,2 l V8 Atmo     | 19    |             |

## Pole position et record du tour
- Pole position :  Ben Barnicoat (#45 Thunderhead Carlin Racing) en 2 min 35 s 698
- Meilleur tour en course :  Aidan Read (#36 Eurasia Motorsport) en 2 min 38 s 673

## Tours en tête
Tours en tête 
- no 1 Ligier JS P217 - Eurasia Motorsport : 30 tours (1-11 / 18-28 / 46-53)
- no 36 Ligier JS P217 - Eurasia Motorsport : 12 tours (12-17 / 29-34)
- no 26 Aurus 01 - G-Drive Racing By Algarve Pro Racing : 36 tours (35-45 / 54-78)

## À noter
- Longueur du circuit : 7,770 km
- Distance parcourue par les vainqueurs : 606,06 km